# Kirchanschöring
Kirchanschöring település Németországban, azon belül Bajorországban. Lakosainak száma 3334 fő (2023. december 31.).

## Népesség
A település népessége az elmúlt években az alábbi módon változott:
| Lakosok száma | 677  | 1798 | 2425 | 2577 | 3122 | 3190 | 3253 | 3309 | 3339 | 3334 |
|               | 1875 | 1950 | 1975 | 1987 | 2012 | 2014 | 2016 | 2017 | 2021 | 2023 |